# گنجشک برفی افغانستانی
گنجشک برفی افغان (نام علمی: Montifringilla theresae) نام یک گونه از تیره گنجشک است. این پرنده عموماً در بخش شمالی کوه‌های هندوکش در افغانستان یافت می‌شود. این پرنده به نام‌های گوناگونی خوانده می‌شود، از جمله گنجشک برفی ترزا و گنجشک برفی ماینرتزهاگن. این پرنده دانه خوار بوده و در کنار دانه‌ها با تغذیه از حشرات مواد مغذی مورد نیاز خود را تأمین می‌کند.

## رفتار و بوم شناسی گنجشک برفی افغانی
در زمستان گنجشک های برفی افغانی جمعیت بزرگی را تشکیل می دهند که تعداد آنها گاهی به ده ها یا صدها عدد می رسد و گنجشک های برفی افغانستانی توانایی ترکیب شدن با گنجشک های صخره ای و لارک ها و دیگر گونه ها را دارند.
این گونه بیشتر از دانه های کوچک و از گیاهانی تغذیه می کند مانند:
- Carex Pachystylis
- Convolvulus Divaricatus
- Thuspeinantha Persica
- و ... .

همچنین می تواند حشراتی مانند مورچه ها و شپشک ها را بخورد.  
گنجشک برفی افغانی در لانه ها و گودال های ساخته شده توسط جوندگان از جمله سنجاب های زمینی، مارموت ها و در یک مورد ثبت شده ویلیامز جربوآ لانه می سازد.
چندین گونه دیگر از گونه های گنجشک برفی جنوبی ترجیحات مشابهی برای لانه سازی دارند،حداقل یکی از گونه هایی که در محدوده فنچ افغانی دیده می شود و دارای ترجیحات مشابه است،گنجشک گندمی ایزابلین است.مواد مورد استفاده برای پوشاندن لانه هایی که در آنها لانه می کند، موهای سنجاب و گوسفند و پر است. 
لانه‌ها در انتهای لانه‌های حیوانات ساخته می‌شوند تا در برابر شکارچیان اثر حفاظتی داشته باشند. 

## پراکندگی و زیستگاه گنجشک برفی افغانی
گنجشک برفی افغانی تنها گونه پرنده ای است که بومی کشور افغانستان شناخته شده است.
فقط در برخی از بخش های شمالی کوه های هندوکش یافت می شود. جایی که ارتفاع ۲۵۷۵ تا ۳۰۰۰ متری (۸۴۵۰ تا ۹۸۴۰ فوت) دارد.
علاوه بر گذرگاه شیبار، ده سبز و گذرگاه اونای و اندا،گنجشک برفی افغانی در چند محل دیگر بین ۶۷ درجه و ۶۹ درجه شرقی در دامنه شمالی هندوکش نیز یافت شده است.
این گونه در زمستان به ویژه پس از بارش برف شدید پراکنده می شود و کمی فراتر از محدوده زاد و ولد خود، به ارتفاعات پایین تر و به سمت شمال، به سمت ولایت بادغیس حرکت می کند. گاهی اوقات به عنوان یک سرگردان در جنوب ترکمنستان ثبت شده است. زیستگاه آن دامنه های کوه سنگی، فلات ها و دامنه های باز در گذرگاه ها است. 
علیرغم داشتن محدوده و جمعیت نسبتاً کوچک، تصور نمی‌شود که جمعیت ناپایدار یا تهدیدهای قابل توجهی داشته باشد، بنابراین به عنوان گونه‌ای که کمترین نگرانی را در فهرست قرمز IUCN دارد، ارزیابی می‌شود.این گونه یکی از گونه هایی است که توسط پارک ملی بند امیر، اولین پارک ملی افغانستان، که منطقه وسیعی از هندوکش در نزدیکی بامیان را در بر می گیرد، محافظت می شود.

## مشخصات فیزیکی
طول آن ۱۳/۵ تا ۱۵ سانتی متر (۵/۳ تا ۵/۹ اینچ) و وزن آن ۲۳ تا ۳۵ گرم (۰/۸۱ تا ۱/۲۳ اونس) است. طول بال‌ها از ۸/۵ تا ۹/۹ سانتی‌متر (۳/۳ تا ۳/۹ اینچ) متغیر است. ماده ها به طور متوسط کمی کوچکتر از نرها هستند.
نر به رنگ خاکستری مایل به قهوه‌ای با مقداری سفیدی در بال‌ها و سیاهی صورت و لکه‌های دو تایی بر روی گلو است. ماده به رنگ قهوه‌ای مایل به زرد، با رنگ صورت ضعیف‌تر و خاکستری‌تر و سفیدی کمتری در بال‌ها دارد. رگه های کوتاه تیره روی گوشته و یک خط زیر انتهایی سفید روی پرهای دم به غیر از جفت مرکزی وجود دارد. روی پوشش های بال بالایی، ثانویه و اولیه درونی، رنگ سفید وجود دارد. نر عنبیه قرمز آجری دارد.پرهای پرندگان جوان پس از پردار شدن شرح داده نشده است، اما می توان فرض کرد که پر آنان شبیه پر، پرندگان ماده باشد.
تنها گونه‌های مشابهی که در رشته‌های برفی افغانستان دیده می‌شود، فنچ برفی بال سفید و فنچ بیابانی است. می توان آنها را با لکه های سفید کوچکتر روی بال ها و پرهای قهوه ای تر متمایز کرد. در حالی که از نظر ظاهری به گونه اخیر شبیه هستند، فنچ برفی افغانی رگه‌دارتر است، نشانه‌های قوی‌تری روی صورت دارد، و از جمله تفاوت‌های دیگر، نوک کوچک‌تری دارد.
پرواز فنچ افغانی سنگین و مستقیم است. و صدای هشدار آن در مواقع خطر، یک صدای تیز است و در هنگام پرواز برای برقراری ارتباط صداهایی با لرزش نرم ایجاد می کند.